# Jultårta

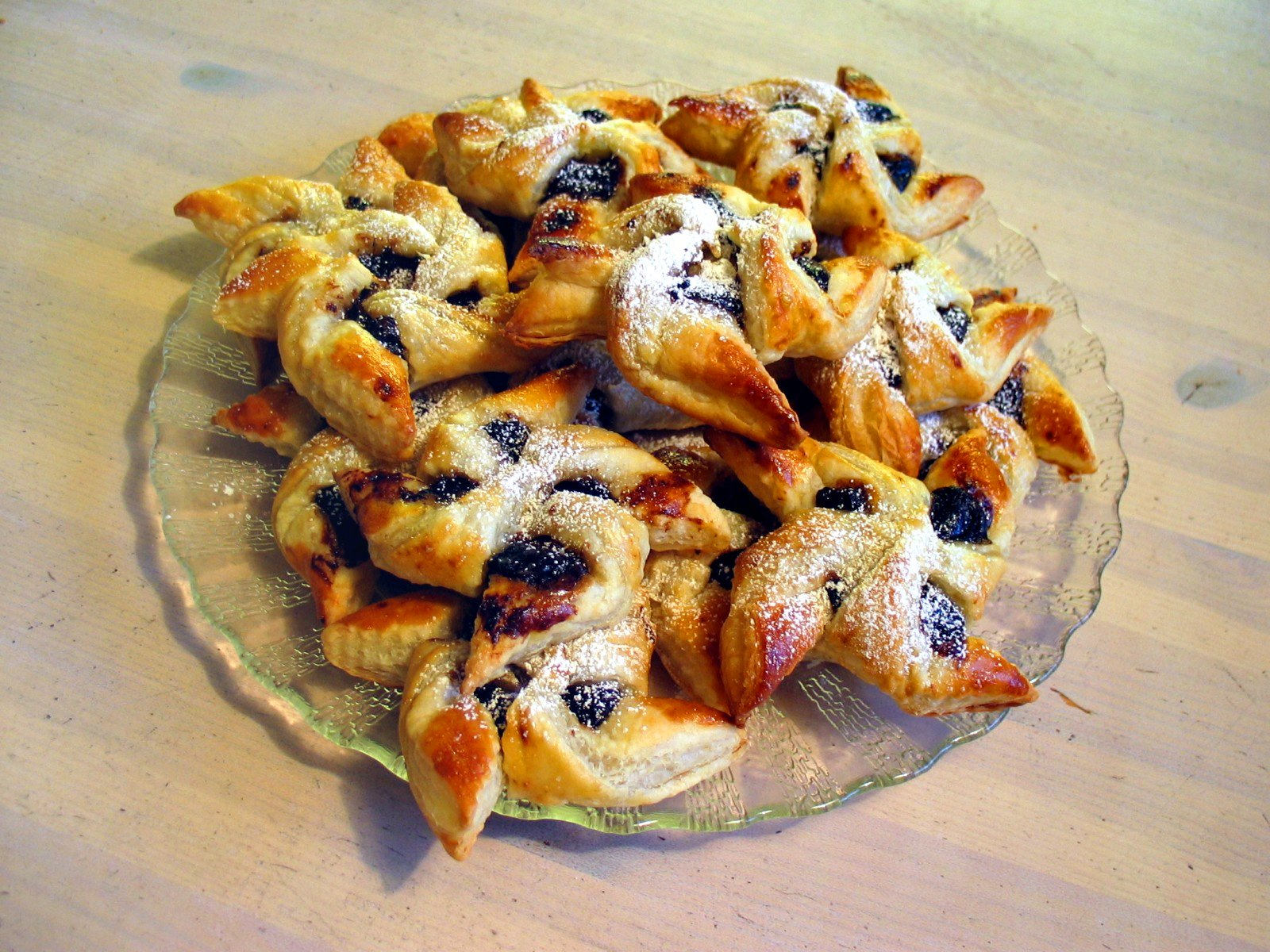
Jultårtor

En jultårta eller julstjärna (finska: Joulutorttu) är en smördegsbakelse i Finland vanligtvis fylld med plommonmarmelad. Äppelmarmelad kan även användas som fyllning. Trots namnet bör den egentligen inte definieras som en tårta utan som en bakelse.

## Historia
Jultårtor nämns redan i mitten av 1830-talet i Finland. Zacharias Topelius beskriver i sin dagbok från 1835 hur man på julafton åt "tortor", vilket betydde halvmånformade smördegsknyten med sylt, sådana som i dag i Finland kallas jultårtor. Smördegstårtor med äppel- eller plommonsylt var välkända bjudrätter bland borgerskapet vid denna tid.
Jultårtorna har haft en stark ställning som jultradition i Finland. Trots att många nya rätter och bakverk introducerades på julborden under 1800-talet, kunde de inte mäta sig i popularitet med jultårtorna. Ännu på 2010-talet hör jultårtorna till standardutbudet på finska julbord, enligt en gallup från 2013 serverade 76 procent av de svarande jultårtor på julafton.

## Tillverkning
En jultårta bakas så att fyra snitt skärs upp från hörnen in mot mitten på en kvadratisk smördegsplatta. Marmelad klickas i mitten och de fyra deghörnen vänds in mot mitten så att bakelsen får formen av en stjärna. Om degplattan inte skärs upp så kan den vikas diagonalt hörn mot hörn varmed man får en triangelformad jultårta. En rund degplatta viks på liknande sätt till en jultårta med halvmåneform. Tårtorna kan garneras med florsocker.